# Compraventa de empresas
Compraventa de empresas o trading companies en inglés es el proceso a través del cual un vendedor vende una empresa a un tercero (comprador) el cual la adquiere bajo unas determinadas condiciones. Estas condiciones en la compraventa de negocios varían según la negociación llevada a cabo entre comprador y vendedor.
Es uno de los negocios jurídicos de mayor importancia para cualquier empresario junto con la compraventa inmobiliaria por los importes de los que estamos hablando.
Las empresas tienen un valor en el mercado siendo este un activo importante en el patrimonio de cualquier empresario.
Estas condiciones pueden ser de todo tipo pues no siempre la compraventa se realiza bajo la entrega de dinero.
Dentro de lo que es la compraventa de empresas pueden darse diferentes modalidades no solo en los medios de pago sino también en los porcentajes adquiridos.

## Acontecimientos
La compraventa de empresas es un sector en auge por la gran cantidad de oferta existente así como por la cantidad de empresas e inversores dispuestos a adquirir negocios.
En 2015 y 2016 la compraventa de empresas en líneas generales se ha visto aumentada siendo uno de los pocos sectores donde el crecimiento puede verse a nivel estadístico.

## Medios de pagos en la compraventa de empresas
Dentro de los medios de pago por la compra de empresas podemos diferenciar diferentes tipos.
Dada la situación de falta de liquidez y dinero del mercado empresarial hay fórmulas como la compra a plazos o la compra con la entrega de otros bienes que se ha disparado.
- ¿Qué es la compraventa de empresas a plazos?

Aquí el vendedor vende su empresa pero no cobra por la misma en el momento de la venta sino que va cobrando según el plazo marcado.
Si el comprador y vendedor han fijado un plazo de cinco años para el pago por la compra lo que hará el comprador es ir pagando cada uno de esos cinco años una cantidad al vendedor hasta completar la cantidad adeudada. Es una fórmula que vemos siempre en la compraventa de negocios de importe alto.
Es habitual también firmar garantías de pago bajo esta modalidad de venta con la idea de evitar posibles impagos que puedan darse entre comprador y vendedor.
También en los contratos de compraventa a plazos se suelen fijar cláusulas por la cual el vendedor recupera la propiedad del negocio en caso de incumplimiento por parte del comprador.
Cláusulas que son redactadas por los abogados de ambas partes con la idea de evitar futuros problemas tras la compraventa.
En cuanto a la compraventa de empresas con la entrega de bienes es también algo que se está dando por la misma razón.
Se da cuando los compradores tienen patrimonio pero carecen de liquidez, al no poder transformar ese patrimonio en dinero de manera rápida ofrecen el pago con bienes (inmuebles, acciones de otras empresas...)

## Porcentajes en la compraventa de empresas
Un vendedor no tiene por qué vender su empresa al 100% y en consecuencia puede darse lo que se llama la venta de acciones en un determinado porcentaje. Aquí es donde entra la figura de los inversores o socios capitalistas los cuales pueden adquirir empresas para su explotación posterior no figurando como únicos propietarios del negocio.
A la hora de vender una empresa se suelen tener en cuenta todas las variables que pueden influir en la valoración empresarial. Por ello los que están interesados en comprar empresas suelen llevar a cabo procesos como la Due diligence que consiste básicamente en realizar una auditoría profunda acerca de la situación del negocio que se pretende comprar.
En cualquier proceso de compraventa empresarial lo primero que se analiza son los balances de la sociedad (activo y pasivo) para determinar la solvencia del negocio.
Llevar también una correcta contabilidad empresarial es obligatorio para poder desarrollar una venta aunque no siempre es necesario.
Según el tipo de compraventa que se lleva a cabo los compradores suelen exigir más o menos cosas.
En la compraventa de pymes y pequeños negocios la valoración empresarial suele verse influida por la caja del negocio y no tanto por el balance de la empresa. Sobre todo en empresas del sector servicios es algo que se da con frecuencia. Las empresas de servicios se caracterizan por ser empresas de pequeño tamaño lo cual ayuda en todo esto.
La compraventa de empresas industriales por el contrario tienen un enfoque más profesional al ser operaciones de mayor importe.
En los porcentajes de compra hay que tener en cuenta el volumen de acciones que dispone cada socio pues según porcentaje uno puede ser socio mayoritario o socio minoritario. Los socios mayoritarios son aquellos que controlan la empresa pudiendo tener el control efectivo del negocio mientras que los socios minoritarios son aquellos que tienen su parte del negocio pero su decisión en el control de la empresa no es definitivo.

## Fiscalidad en la compraventa de empresas
Al igual que cualquier otro activo el rendimiento obtenido por el vendedor tras la venta de su negocio tributara en la declaración de la renta
No obstante hay incentivos para reducir esa fiscalidad promovidos por los propios gobiernos los cuales en caso de reinversión empresarial no aplican los impuestos sobre dicho beneficio o por lo menos los reducen.
Los impuestos a pagar por la compraventa de empresas se aplican sobre el beneficio obtenido, es decir, por la diferencia entre el valor de compra y el valor de venta.
- ¿A quiénes vemos en la compraventa de empresas?

Pues aparte de lo que son los propios interesados, esto es comprador y vendedor, podemos ver también otras empresas relacionadas como son las intermediarias, así como las empresas de capital riesgo
Las empresas de capital riesgo conocidas en inglés como venture capital son empresas dedicadas de manera profesional a la compraventa de negocios que obtienen su rentabilidad por la venta y explotación de negocios ya creados y en funcionamiento.
Estas empresas están formadas por inversores a los cuales se les llama como business angels siendo una de las opciones escogidas por los emprendedores tanto para el crecimiento de sus negocios como para la creación de nuevos proyectos empresariales.
En cuanto a labor de las empresas intermediarias esta se limita a la intermediación entre comprador y vendedor obteniendo a cambio una comisión por la venta.

## Plazos en la compraventa de empresas
No es posible fijar un plazo determinado para la venta de una empresa pues ni los expertos pueden hacerlo. Depende de las partes el conseguir un acuerdo de pago y por tanto esto no es posible. Hay empresas que se venden en menos de una semana, otras tardan meses y otras pueden nunca llegar a venderse.